# Yerfi
Yerfi (ryska: Ерфи) är en ort i Azerbajdzjan.   Den ligger i distriktet Quba Rayonu, i den nordöstra delen av landet, 140 km nordväst om huvudstaden Baku. Yerfi ligger 1 272 meter över havet och antalet invånare är 915.
Terrängen runt Yerfi är kuperad åt nordost, men åt sydväst är den bergig. Yerfi ligger nere i en dal. Närmaste större samhälle är Rustov, 18,6 km norr om Yerfi. 
Trakten runt Yerfi består i huvudsak av gräsmarker. Runt Yerfi är det ganska glesbefolkat, med 48 invånare per kvadratkilometer.